# Zygmunt Garłowski
Zygmunt Garłowski (ur. 5 października 1949, zm. 1 czerwca 2007 w Sydney), piłkarz, wieloletni kapitan Śląska Wrocław, reprezentant Polski.

## Życiorys
Występował na pozycji pomocnika, pod koniec kariery częściej wystawiany był w obronie. Przygodę z futbolem zaczynał w Bielawiance Bielawa. W roku 1967 przeszedł do drugoligowego Górnika Wałbrzych (w 1968 dołączył do niego brat, Ireneusz Garłowski. Występował nie tylko w zespole seniorów (w debiutanckim sezonie zdobył osiem goli), lecz także w drużynie juniorów, których w 1968 roku poprowadził do tytułu mistrza Polski. W sezonie 1971/72 z jedenastoma bramkami na koncie został wicekrólem strzelców II ligi.
W roku 1973 trafił - ponownie z bratem Ireneuszem - do beniaminka pierwszej ligi, Śląska Wrocław. To był najlepszy okres w jego karierze. W 1977 zdobył mistrzostwo Polski, a w 1978 - wicemistrzostwo. W 1976 z wrocławską drużyną wywalczył Puchar Polski. Awansował także do ćwierćfinału Pucharu Zdobywców Pucharów. Ze Śląska odszedł w 1981. Wyjechał do Australii, gdzie najpierw grał, a później został trenerem. Po pięciu latach wrócił do Polski i grał w barwach Polaru Wrocław. Później ponownie wyjechał do Australii. Zmarł w Australii w wieku 58 lat, przyczyną był udar mózgu. Został pochowany na Cmentarzu Osobowickim we Wrocławiu.

## Reprezentacja Polski
W reprezentacji narodowej zadebiutował 15 maja 1974 w Warszawie w wygranym meczu z reprezentacją Grecji (2:0). W 1974 razem z reprezentacją młodzieżową zajął III miejsce w Młodzieżowych Mistrzostwach Europy.
| l.p. | Data                 | Miejsce  | Przeciwnik | Rezultat | Rozgrywki  | Grał   | Uwagi |
| ---- | -------------------- | -------- | ---------- | -------- | ---------- | ------ | ----- |
| 1.   | 15 maja 1974         | Warszawa | Grecja     | 2-0      | towarzyski | do 45' |       |
| 2.   | 31 października 1974 | Warszawa | Kanada     | 2-0      | towarzyski | 90'    |       |
| 3.   | 26 maja 1976         | Poznań   | Irlandia   | 0-2      | towarzyski | do 45' |       |